# Rita Hayworth
Rita Hayworth, född Margarita Carmen Cansino 17 oktober 1918 i Brooklyn i New York, död 14 maj 1987 i New York, var en amerikansk skådespelare och dansare. Hayworth uppnådde berömmelse under 1940-talet och var då en av de främsta kvinnliga stjärnorna inom amerikansk film. Rita Hayworth medverkade totalt i 61 filmer under sin omkring 40 år långa filmkarriär. Pressen myntade termen "The Love Goddess" för att beskriva Hayworth efter att hon blivit den mest glamorösa filmidolen under 1940-talet. Hon förekom under denna period fem gånger på omslaget till tidningen Life och var den främsta pinuppmodellen för G.I.:s under andra världskriget.
Hayworth är troligen främst känd för titelrollen som femme fatalen i film noiren Gilda från 1946, mot Glenn Ford, hennes första stora dramatiska roll. Hon är också känd för sina insatser i Endast änglar ha vingar (1939), Lady från Shanghai (1947), Pal Joey (1957) och Vid skilda bord (1958). Fred Astaire, med vilken hon spelade in filmerna Bröllopsdansen (1941) och Bröllop i Buenos Aires (1942), kallade henne för sin favoritdanspartner. Sin största framgång fick Hayworth med Technicolor-musikalen Omslagsflickan (1944), med Gene Kelly. Hon är rankad av American Film Institute som en av de tjugo främsta stjärnorna inom amerikansk film genom tiderna, på listan AFI's 100 Years...100 Stars.
År 1980 diagnostiserades Hayworth med Alzheimers sjukdom, vilket bidrog till hennes död vid 68 års ålder. Offentliggörandet och diskussionen kring hennes sjukdom bidrog till att uppmärksamma Alzheimers, som då till stor del ännu var okänd bland allmänheten, samt till att öka medlen till forskning kring sjukdomen.

## Biografi

### Tidiga år och genombrott
Hayworth föddes år 1918, i Brooklyn i New York, som Margarita Carmen Cansino. Hon var det äldsta barnet till två dansare. Hennes far, Eduardo Cansino (1895–1968), var från Castilleja de la Cuesta, en liten stad nära Sevilla i Spanien och utvandrade därifrån 1913. Både han och hans far var dansare, så det var naturligt att dottern skulle fortsätta den traditionen. Hennes mor, Volga Hayworth (1897–1945), var amerikan med irländskt-engelskt ursprung och hade uppträtt i Ziegfeld Follies. Paret gifte sig 1917. De fick även sönerna Eduardo Jr. (1919–1974) och Vernon (1922–1974). Rita Hayworths morbror Vinton Hayworth var också skådespelare. Hayworth tog en period dagligen danslektioner och uppträdde innan sin femte födelsedag i familjens dansnummer på Winter Garden Theatre på Broadway. År 1927 tog fadern med sig familjen till Hollywood. Han trodde att dans kunde platsa i filmer och att hans familj kunde vara en del av detta. Han grundade en egen dansstudio, där han undervisade artister som James Cagney och Jean Harlow.
Vid 12 års ålder 1931 dansade Rita Hayworth vid sin fars sida i olika shower, de kallades Dancing Cansinos. Vid ett framträdande satt en av cheferna på filmbolaget Fox i publiken, vilket ledde till att Hayworth engagerades. Under sin tid på Fox krediterades Hayworth som Rita Cansino och framträdde i icke-anmärkningsvärda roller, ofta som exotiska utländskor. Mot slutet av 1934 utförde hon en danssekvens i filmen Dantes inferno (1935) och kontrakterades i februari 1935 för en sexmånadersperiod. Hayworth gjorde sin första talroll som en argentinsk flicka i Under the Pampas Moon (1935). Hon spelade egyptisk tjänsteflicka i Charlie Chan i Egypten (1935) och rysk dansare i Paddy O'Day (1936).
Hayworth gjorde ytterligare ett par mindre roller för bolaget men den huvudroll hon förbereddes för i Ramona (1936) gick istället till Loretta Young, då Hayworth ansågs vara för ung. Vid slutet av hennes avtal hade Fox fusionerat till 20th Century Fox, med Darryl F. Zanuck som exekutiv producent. Zanuck valde att inte satsa på Hayworth eller att förnya hennes kontrakt. Hennes blivande första make, säljaren Edward C. Judson, såg dock Hayworths potential och ordnade frilansarbete till henne i flera filmer producerade av små studios samt en roll i Columbias film Meet Nero Wolfe (1936). Detta resulterade i att bolagets VD Harry Cohn skrev ett sjuårigt kontrakt med Hayworth och prövade henne i olika små roller.

### Vägen mot stjärnstatus

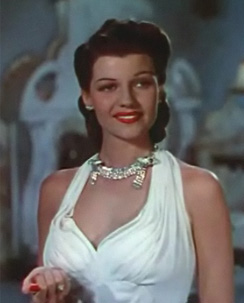
Rita Hayworth som Doña Sol i filmen Blod och sand 1941.

Cohn ansåg att Hayworths image och hennes efternamn var för spanskt, vilket begränsade henne till att enbart få göra "exotiska" roller, vilka fanns ett mindre utbud av. Judson följde Cohns råd: Rita Cansino gavs artistnamnet Rita Hayworth, moderns flicknamn, till hennes fars besvikelse. Med ett namn som betonade hennes brittisk-amerikanska anor, var folk mer benägna att betrakta henne som en klassisk "amerikan". På uppmuntran av Cohn och Judson bytte Hayworth även hårfärg till mörkröd och genom elektrolys höjde och vidgade man hennes hårfäste.
Rita Hayworth gjorde tretton mindre roller åt Columbia, innan hon blev utlånad till Warner. Hon spelade bland annat mot Cary Grant och Jean Arthur i Howard Hawks dramafilm Endast änglar ha vingar (1939). Efter filmens framgång började beundrarpost till Hayworth strömma in till Columbia. Cohn började då betrakta Hayworth som sin främsta nya stjärna. Han började satsa på Hayworth 1940, med filmer som I rytmens virvlar, Fy på sej pappa! och Änglar över Broadway.
Den första stora succén blev som en av de kvinnliga huvudrollerna i Rivaler på galej (1941), mot James Cagney. Då filmen blev en stor framgång ekonomiskt, steg Hayworths popularitet och hon blev omedelbart en av Hollywoods hetaste skådespelerskor. Warner Bros. blev så imponerade att de försökte köpa Hayworths kontrakt från Columbia, men Cohn vägrade släppa henne.
Hayworths framgång ledde till en större roll i Blod och sand (1941), mot Tyrone Power och Linda Darnell för Fox, studion som hade släppt henne sex år tidigare. Där framträdde hon i en av sina mest noterbara roller, som Doña Sol des Muire, den första i en lång rad av sirener. Verklig stjärna blev hon i Bröllopsdansen (1941) där hon spelade mot Fred Astaire. Filmen blev så framgångsrik att studion producerade ytterligare en Astaire/Hayworth-film året därefter, Bröllop i Buenos Aires (1942).

### Filmstjärna
År 1944 spelade Hayworth mot Gene Kelly i Technicolor-musikalen Omslagsflickan, en av hennes mest kända filmer. Filmen etablerade henne som Columbias främsta stjärna på 1940-talet, och hon var den första av endast sex kvinnor att ha dansat på film med både Gene Kelly och Fred Astaire. Hayworth var skicklig på balett, steppdans, klassisk pardans och spansk dans. Så Cohn fortsatte att visa upp hennes danstalanger. Columbia placerade henne i Technicolor-filmerna I kväll och varje kväll (1945) med Lee Bowman och Dansens gudinna (1947) med Larry Parks.

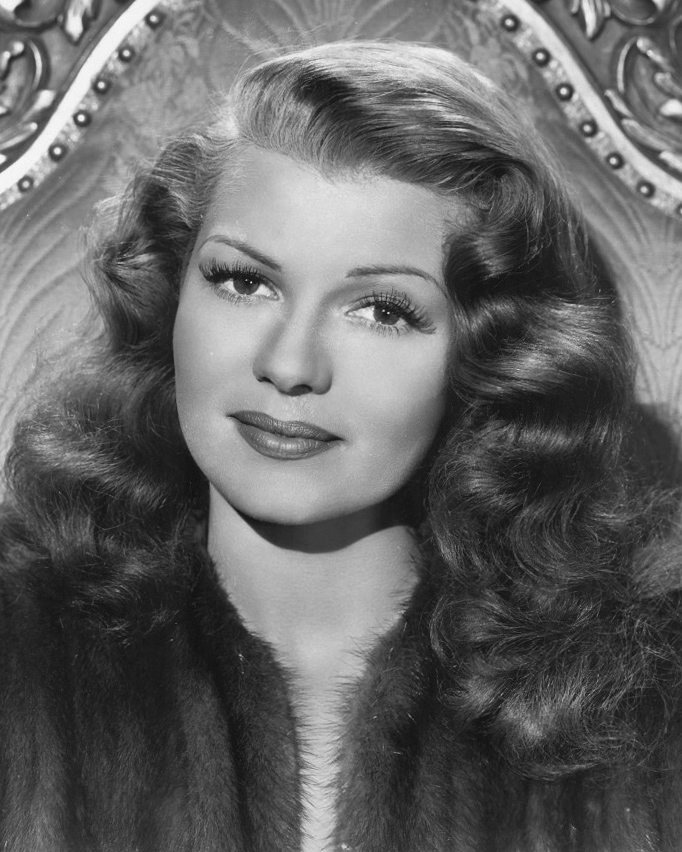
Pressfotografi på Rita Hayworth från filmen Dansens gudinna 1947.

Rita Hayworths sexuella och glamorösa utstrålning kom till fullt uttryck i Charles Vidors film noir Gilda (1946) mot Glenn Ford. Titelrollen, där Hayworth i en scen bar en svart satinklänning och framträdde i en legendarisk påklädd striptease-scen med en handske, sjungande "Put the Blame on Mame", gjorde henne till en kulturell ikon som femme fatale. Ett reportage och omslag år 1947 i tidskriften Life resulterade i att Hayworth fick smeknamnet "The Love Goddess" (Kärleksgudinnan). Termen slog an och användes senare som titel på en biografisk film såväl som en biografi om henne. I en intervju år 1980 sa Hayworth, "Everybody else does nude scenes, but I don't. I never made nude movies. I didn't have to do that. I danced. I was provocative, I guess, in some things. But I was not completely exposed."
Hayworths insats i sin före detta makes, Orson Welles, film Lady från Shanghai (1947) hyllades av kritiker men filmen misslyckades ekonomiskt, vilket delvis ska ha berott på att Hayworths berömda röda lockar klipptes korta och blektes platinablonda för rollen. Hennes nästa film, Carmen - fresterskan (1948) med Glenn Ford, var den första filmen som producerades av Columbia och Hayworths produktionsbolag, The Beckworth Corporation (efter hennes och Welles dotter Rebecca). Filmen blev Columbias största kassasuccé det året.
När Rita Hayworth stod på höjden av sin berömmelse, 1948, reste hon till Cannes och presenterades där för prins Aly Khan. När de gifte sig våren 1949 lämnade Hayworth Hollywood bakom sig, för ett liv i Frankrike och bröt sitt kontrakt med Columbia. Detta var första gången en Hollywoodstjärna blev prinsessa, vilket skapade mycket publicitet världen över.

### Comeback och senare år
Efter att hon några år senare separerat från Khan, återvände Rita Hayworth till Hollywood för att spela huvudrollen i sin "comeback"-film, Trinidad (1952), där hon återigen parades ihop med Glenn Ford. Hayworth fortsatte sedan att spela huvudroller i en rad framgångsrika filmer. 1953 hade två filmer premiär: Salome - danserskan med Charles Laughton och Stewart Granger samt Miss Sadie Thompson med José Ferrer och Aldo Ray. Sedan försvann Hayworth återigen från vita duken under fyra år, främst på grund av sitt stormiga äktenskap med sångaren Dick Haymes, som också orsakade en del negativ publicitet vilket minskade hennes popularitet.
När Hayworth sedan återvände till filmkarriären efter uppehållet med filmen Karibisk hamn (1957), hade Kim Novak blivit Columbias nya främsta kvinnliga stjärna. Rita Hayworths sista musikalfilm blev Pal Joey (1957), mot Novak och Frank Sinatra. Efter denna film lämnade Hayworth Columbia för gott. Hon fick senare bra recensioner för sin roll i dramafilmen Vid skilda bord (1958), mot bland andra Burt Lancaster och David Niven, liksom för Sensation på första sidan (1959).
I början av 1960-talet fick Hayworth de första känningarna av den Alzheimer som därefter begränsade hennes liv. Hon medverkade dock i filmer som Wild West Show (1964), Två sammansvurna män och Djävulens blomma (1966). Sin sista film, Vredens dag, spelade Hayworth in 1972. Rita Hayworth medverkade också i några tv-program, däribland Rowan & Martin's Laugh-In, The Carol Burnett Show, This Is Your Life (huvudgästen var hennes vän och kollega Glenn Ford) samt som hedersgäst i The Merv Griffin Show som gjorde ett hyllningsprogram till henne i början av 1970-talet, innan hon helt drog sig tillbaka.
Rita Hayworth avled av Alzheimers sjukdom, 68 år gammal, år 1987. Hon är begravd på Holy Cross Cemetery i Culver City, Kalifornien.

### Privatliv
Rita Hayworth var gift fem gånger. Hennes förste make var Edward Judson 1937–1942. 1942 förälskade hon sig i skådespelaren Victor Mature och lade in om skilsmässa från Judson, men hon bröt förlovningen med Mature och gifte sig i stället med Orson Welles 1943. De fick dottern Rebecca (17/12 1944–14/10 2004), men skilde sig 1947.
Samma år, vid sin första resa till Europa, mötte Hayworth prins Aly Khan (1911–1960), som var son till den muslimske ledaren Aga Khan III. De ingick äktenskap 1949, fick en dotter, prinsessan Yasmin (född 20 december 1949), och skilde sig 1953. 1953–1955 var hon gift med sångaren Dick Haymes och 1958–1961 med filmproducenten James Hill.

## Filmografi i urval
- 1935 – Under the Pampas Moon
- 1935 – Charlie Chan i Egypten
- 1935 – Dantes inferno
- 1936 – Paddy O'Day
- 1936 – Human Cargo
- 1936 – Meet Nero Wolfe
- 1936 – Rebellion
- 1937 – Old Louisiana
- 1937 – Hit the Saddle
- 1937 – Trouble in Texas
- 1937 – Polisens flygande attack
- 1937 – Girls Can Play
- 1937 – The Game That Kills
- 1937 – Paid to Dance
- 1937 – The Shadow
- 1938 – Who Killed Gail Preston?
- 1938 – Juvenile Court
- 1938 – En farlig senorita
- 1939 – Homicide Bureau
- 1939 – Den suveräne tjuven
- 1939 – Endast änglar ha vingar
- 1940 – I rytmens virvlar
- 1940 – Blondie on a Budget
- 1940 – Susan älskar alla
- 1940 – Fy på sej pappa!
- 1940 – Änglar över Broadway
- 1941 – Rivaler på galej
- 1941 – Affectionately Yours
- 1941 – Blod och sand
- 1941 – Bröllopsdansen
- 1942 – Vackra Sally
- 1942 – Manhattan
- 1942 – Bröllop i Buenos Aires
- 1944 – Omslagsflickan
- 1945 – I kväll och varje kväll
- 1946 – Gilda
- 1947 – Dansens gudinna
- 1947 – Lady från Shanghai
- 1948 – Carmen - fresterskan
- 1952 – Trinidad
- 1953 – Salome - danserskan
- 1953 – Miss Sadie Thompson
- 1957 – Karibisk hamn
- 1957 – Pal Joey
- 1958 – Vid skilda bord
- 1959 – De kom till Cordura

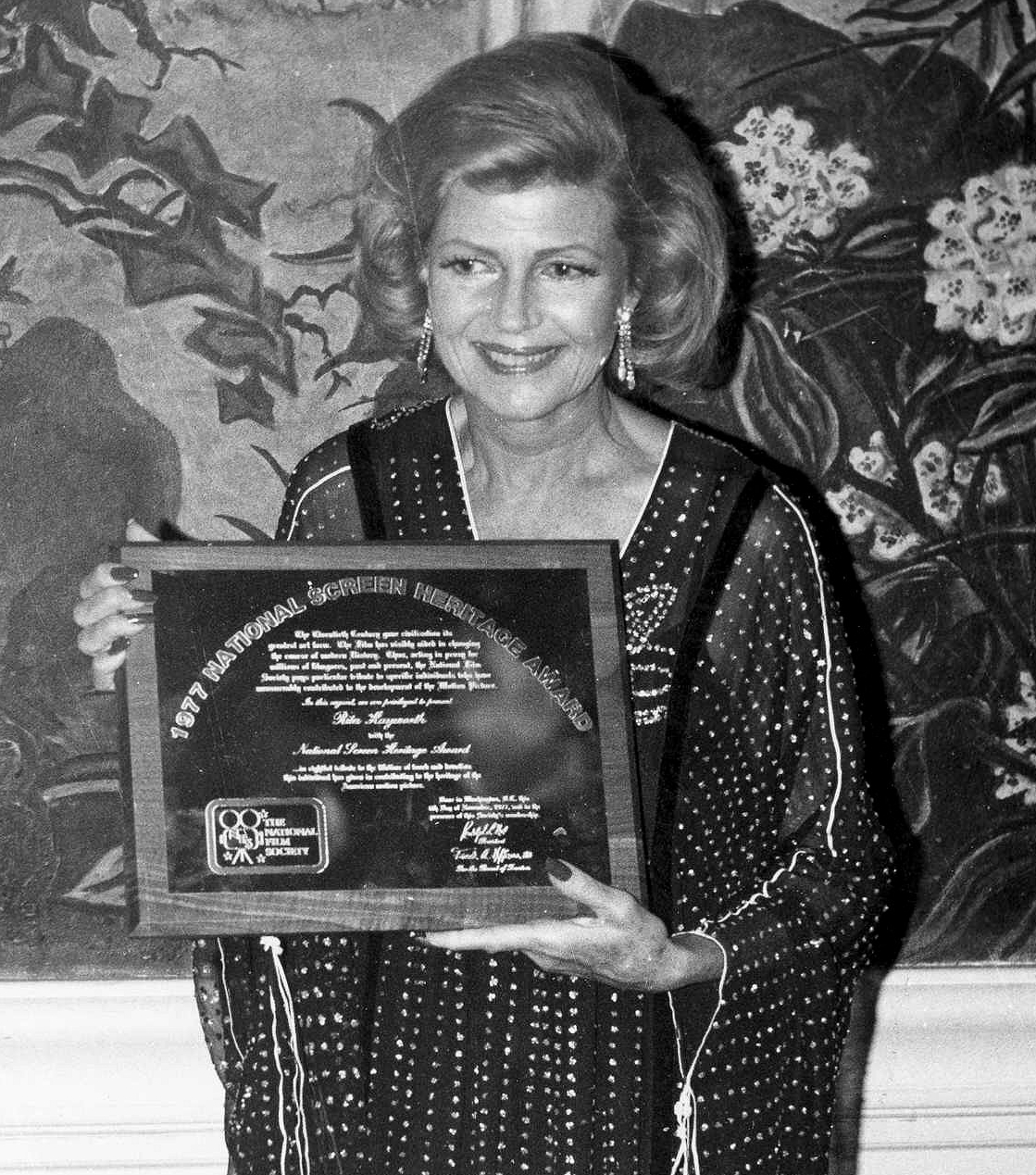
Rita Hayworth mottar National Screen Heritage Award från National Film Society 1978.

- 1959 – Sensation på första sidan
- 1961 – Tjuvar i farten
- 1964 – Wild West Show
- 1965 – Två sammansvurna män
- 1966 – Djävulens blomma (TV-film)
- 1967 – Kaparkaptenen Peyrol
- 1970 – På vägen till Salina
- 1971 – The Carol Burnett Show (TV-serie)
- 1971 – Rowan & Martin's Laugh-In (TV-serie)
- 1971–1972 –  The Merv Griffin Show (TV-serie)
- 1972 – Vredens dag

## I populärkulturen
- År 1983 gjordes TV-filmen Rita Hayworth – kärleksgudinnan om hennes liv, med Lynda Carter i rollen som Hayworth.
- Hayworth är en av stjärnorna från Hollywoods klassiska era som Madonna omnämner i sin låt "Vogue" från 1990.
- Filmen Nyckeln till frihet (1994) baseras på en kortroman av Stephen King vars originaltitel är Rita Hayworth and Shawshank Redemption. I filmen visas Gilda för de intagna.
- I dokumentärfilmen I Remember Better When I Paint (2009) beskrivs det hur Hayworth började måla tavlor för att bättre hantera svårigheterna med Alzheimers.[3]